# Roscoea debilis
Roscoea debilis é uma planta herbácea de folhagem persistente que ocorre na província chinesa de Yunnan. Como a maioria dos membros da família do gengibre (Zingiberaceae), a qual pertence, é tropical, mas como outras espécies do gênero Roscoea, cresce melhor em regiões montanhosas e geladas. Roscoea debilis foi cientificamente descrita primeiro por François Gagnepain em 1902. Tem duas variedades reconhecidas. R. debilis var. debilis que as laminas das folhas são pubescentes; e R. debilis var. limprichtii em que as laminas das folhas são livres de pelos.

## Descrição
Roscoea praecox é uma planta herbácea perene. Como todos membros do gênero, seca anualmente até um curto rizoma vertical, que está ligado a raízes tuberosas. Quando começa a crescer novamente, "pseudocaules" são produzidos: estruturas que lembram caules porém são formadas pelas bainhas firmemente enroladas de suas folhas. As plantas normalmente têm 25 a 50 centímetros de altura. Elas têm de cinco a sete folhas. As primeiras duas ou três consistem apenas de uma bainha castanha arroxeada, e as folhas restantes têm laminas com cerca de 9 a 22 centímetros de comprimento e 1,5 a 4 centímetros de largura. As laminas são estreitadas na base, parecendo com um pedúnculo. Na junção da lâmina com a bainha têm uma ligula muito pequena castanha arroxeada, com cerca de 1 a 2 milímetros.
Eu seu habitat natural floresce entre junho e agosto. O pedúnculo da haste da flor geralmente fica dentro das bainhas foliares, embora possa ser ligeiramente sobressaltado por elas. Uma a três flores se abrem juntas, e podem ter varias cores, como púrpura, vermelho ou branco. As brácteas que subtendem as flores têm 3,5 a 5,5 centímetros de comprimento, maior que o cálice.
Tem um único estame funcional com anteras brancas, de cerca de 6 a 9 milímetros de comprimento, com esporas de 7 a 9 milímetros de comprimento formadas a partir do tecido conjuntivo entre as duas cápsulas da antera. O ovário tem cerca de 1 a 1,5 centímetros de comprimento.